# Arts martiens
Albums de IAM
Saison 5
(2007) ...IAM
(2013)
Singles
1. Spartiate Spirit[2]
Sortie : 25 janvier 2013
2. Les Raisons de la colère
Sortie : 4 mars 2013

Arts Martiens est le sixième album studio du groupe de rap français IAM, sorti en 2013. Il s'agit de sa première collaboration avec le label Def Jam.
Le titre de l’album fait référence à la manière martiale dont le disque a été travaillé, mais aussi au style de rap typique de Marseille, ville dont les membres du groupe sont originaires.

## Genèse
Fin 2011, le groupe annonce la sortie d'un nouvel album, IAM Morricone, « collaboration » avec le célèbre compositeur italien Ennio Morricone. Initialement prévu pour 2012, le projet est abandonné en raison de droits d'auteurs trop élevés. « Le découragement que nous avons pu ressentir après l'échec de notre projet avec Ennio Morricone s'est transformé en rage. » explique le groupe.
Cet album est le premier album du groupe depuis le départ de Freeman, ce qui n'a - selon Shurik'n et Akhenaton - pas eu d'incidence sur le travail de composition.

## Singles
Spartiate Spirit est le premier extrait de l'album, suivi par Les raisons de la colère le 4 mars 2013.
Le morceau Benkei et Minamoto reprend la légende japonaise des samouraïs Saito Musashibo Benkei et Yoshitsune Minamoto. Elle fait plusieurs fois référence à la chanson Samouraï de l'album solo Où je vis de Shurik'N.[réf. nécessaire]
Le morceau Pain au chocolat est une réponse à la déclaration islamophobe de Jean-Francois Copé durant la campagne pour l'élection à la présidence de l'UMP.

## Accueil commercial
Dès sa sortie, Arts Martiens se classe à la première place des ventes sur iTunes. L'album s'écoule à environ 25 000 copies, dont 18 000 ventes physiques et 6 600 téléchargements, lors de la première semaine de commercialisation,.
88 600 exemplaires ont été vendus à la mi-novembre 2013. L'album a été certifié disque de platine, 6 mois après sa sortie effective[réf. nécessaire].

## Liste des titres
| 1.    | Spartiate Spirit                      | Imhotep                                    | 4:22 |
| 2.    | Les raisons de la colère              | Dance (Laurent Attal)                      | 4:00 |
| 3.    | Tous les saints de la terre           | Imhotep                                    | 3:32 |
| 4.    | La part du démon                      | Akhenaton - Emmanuel Booze                 | 3:43 |
| 5.    | Benkei et Minamoto                    | Imhotep                                    | 4:20 |
| 6.    | 4.2.1                                 | Imhotep                                    | 4:05 |
| 7.    | Marvel                                | Faf Larage - Aymen - Sébastien Damiani     | 4:35 |
| 8.    | Misère                                | Imhotep - Faf Larage - Sébastien Damiani   | 4:04 |
| 9.    | L'Amour qu'on me donne                | Imhotep                                    | 3:44 |
| 10.   | Habitude (featuring Faf Larage)       | Faf Larage - Sébastien Damiani             | 4:11 |
| 11.   | Mon encre, si amère                   | Imhotep                                    | 4:23 |
| 12.   | Debout les braves                     | Imhotep                                    | 4:21 |
| 13.   | Après la fête...                      | Akhenaton - Sébastien Damiani              | 3:40 |
| 14.   | Pain au chocolat                      | Faf Larage - Sébastien Damiani             | 3:44 |
| 15.   | Sombres manœuvres / Manœuvres sombres | Imhotep                                    | 6:44 |
| 16.   | Notre dame veille                     | Imhotep                                    | 2:59 |
| 17.   | Dernier coup d’éclat                  | Akhenaton - Faf Larage - Sébastien Damiani | 5:22 |
| 71:49 |                                       |                                            |      |

| 18. | Nuit bleue | Akhenaton | 4:01 |

## Samples
- Marvel contient un sample de Crystal Lake de Klaus Schulze[10].
- Notre Dame Veille contient un sample de The Real B-Side d'IAM.
- La Part Du Démon contient des samples de Mon texte, le savon (Part 2) et J'voulais dire d'Akhenaton, de Bombe le torse de Shurik'n ainsi que de Rien à perdre d'Akhenaton (featuring Le Rat Luciano).
- Benkei & Minamoto contient un sample de Tu brilles comme un miroir de bordel d'Akhenaton.
- Misère contient des samples de C.R.E.A.M. du Wu-Tang Clan et de Misery needs company de Fat Joe (featuring Noreaga).
- L'amour qu'on me donne contient des samples de Theme From the Planets de Dexter Wansel et de I'm gonna love you just a little more baby de Barry White.
- Les raisons de la colère contient un sample de What! (Cause and Effect) de Channel Live.

## Clips
1. Spartiate spirit
2. Les raisons de la colère
3. Notre dame veille
4. Benkei & Minamoto
5. Marvel (reprend des images du film Wolverine : Le Combat de l'immortel[11])
6. Dernier coup d'éclat
7. Après la fête
8. Sombres manœuvres/Manœuvres sombres
9. Habitude

## Classements hebdomadaires
| Classement (2013)            | Meilleure position |
| ---------------------------- | ------------------ |
| Belgique (Flandre Ultratop)  | 60                 |
| Belgique (Wallonie Ultratop) | 4                  |
| France (SNEP)                | 1                  |
| Suisse (Schweizer Hitparade) | 4                  |

## Crédits
Informations contenues dans le livret de l'album

IAM
- Akhenaton : auteur-compositeur-interprète
- Shurik'n : auteur-interprète
- DJ Kheops : scratchs, arrangements
- Imhotep : compositeur, arrangements

Autres
- Éric Herson-Macarel : voix (Spartiate Spirit, Marvel, Sombres manœuvres / Manœuvres sombres)
- Sébastien Damiani : compositeur, claviers, arrangements
- Faf Larage : auteur-compositeur-interprète
- Denis Thery : claviers (Spartiate Spirit, Mon encre si amère, Habitude), orgue Hammond (Tous les saints de la terre)
- Bruno Sallandrouze : trombone (Spartiate Spirit, Tous les saints de la terre, L'amour que l'on me donne)
- Frédéric Buram : saxophone (Tous les saints de la terre)
- Emmanuel Booze : compositeur (La part du démon)
- Benoît Allemane : voix (Marvel)
- Saïd : chœurs (L'amour que l'on me donne, Debout les braves)
- Prince Charles Alexander : flûte traversière (Habitude)
- Thomas Doncker : guitare (Sombres manœuvres / Manœuvres sombres)
- Frédéric Simbolotti : basse (L'amour que l'on me donne)
- Cheryl Pespii Riley : chœurs (Sombres manœuvres / Manœuvres sombres)
- Éric Chevet : mastering